# انتخابات مجلس مصر (۲۰۲۰)

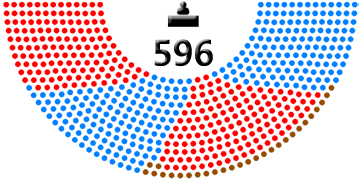
تصویری که تعداد کرسی های نمایندگان منتخب و منصوب شده در مجلس نمایندگان مصر در سال ۲۰۲۰ را نشان می دهد
اعضای پارلمان در مرحله اول با سیستم فردی انتخاب می شوند: ۱۴۲ کرسی
اعضای پارلمان در مرحله اول با سیستم لیست انتخاب می شوند: ۱۴۲ کرسی
اعضای پارلمان که توسط سیستم فردی مرحله دوم انتخاب می شوند: ۱۴۲ کرسی
اعضای پارلمان در مرحله دوم با سیستم لیست انتخاب می شوند: ۱۴۲ کرسی
اعضای پارلمان منصوب شده توسط رئیس جمهور جمهوری عربی مصر: ۲۸ کرسی

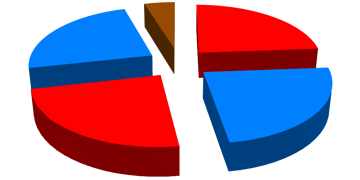
درصد اعضای منتخب و منصوب شده مجلس در مجلس نمایندگان مصر در سال ۲۰۲۰
درصد اعضای پارلمان در مرحله اول با سیستم فردی انتخاب می شوند: ۲۳٫۸٪
درصد اعضای پارلمان در مرحله اول با سیستم لیست انتخاب می شوند: ۲۳٫۸٪
درصد اعضای پارلمان که توسط سیستم فردی مرحله دوم انتخاب می شوند: ۲۳٫۸٪
درصد اعضای پارلمان در مرحله دوم با سیستم لیست انتخاب می شوند: ۲۳٫۸٪
درصد اعضای پارلمان منصوب شده توسط رئیس جمهور جمهوری عربی مصر: ۴٫۸٪

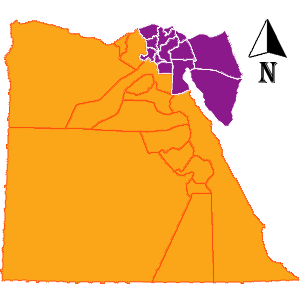
نقشه مصر که استان های مرحله اول و دوم را در جریان انتخابات مجلس نمایندگان مصر (اتاق اول پارلمان) برای سال بیست و دو نشان می دهد
استانهای فاز اول: ۱۴ استانها = به عنوان بعدی: جیزه ، فایوم ، بنی سوف ، مینیا ، اسیوت ، دره جدید ، سهاگ ، قنا ، لوکسور ، اسوان ، دریای سرخ ، اسکندریه ، بهیرا ، ماتروح
استانهای فاز دوم: ۱۳ استانها
به عنوان بعدی:
قاهره ، قلیوبیا ، داکالیا ، منوفیا ، غربیا ، کافر الشیخ ، شرقیه ، دامیتا ، بندر سعید ، اسماعیلیه ، سوئز ، سینای شمالی ، سینای جنوبی
- تعداد کل استانهای مصر = ۲۷ استانها

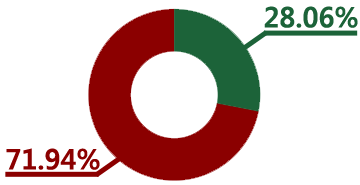
درصد آرا در مرحله اول انتخابات مجلس نمایندگان مصر (اتاق اول پارلمان) برای سال بیست و دو
درصد کسانی که برای رأی دادن شرکت کرده اند: ۲۸٫۰۶٪ = ۹٬۰۶۹٬۷۲۹ رای دهنده
درصد کسانی که رأی ندادند: ۷۱٫۹۴٪ = ۲۲٬۶۴۹٬۴۹۵ رای دهنده
- تعداد کل رأی دهندگان ثبت نام شده در استان های مرحله اول = ۳۱٬۷۱۹٬۲۲۴ رای دهنده

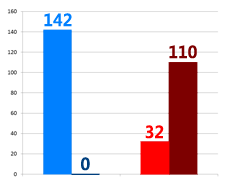
نمودار نشان دادن نتیجه مرحله اول مجلس نمایندگان مصر (اولین اتاق پارلمان) برای سال بیست و دو
تعداد صندلی های برنده شده در سیستم منوی مرحله اول: ۱۴۲ کرسی
تعداد کرسی هایی که در مرحله اول در سیستم منوی مجدداً مورد رقابت قرار می گیرند: صفر
تعداد صندلی های برنده در سیستم فردی در مرحله اول: ۳۲ کرسی
تعداد کرسی هایی که در مرحله اول در سیستم فردی مجدداً مورد رقابت قرار می گیرند: ۱۱۰ کرسی

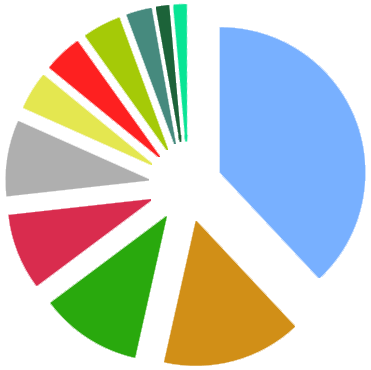
تعداد کرسی های زنان و احزاب سیاسی که در مرحله اول انتخابات مجلس نمایندگان (اولین اتاق پارلمان) در مصر ۲۰۲۰ به آن تعلق دارند
حزب آینده ملت: ۲۷ کرسی
حزب مردم جمهوری خواه: ۱۱ کرسی
حزب جدید وفاد: ۸ کرسی
حزب مدافعان میهن: ۶ کرسی
مستقل: ۶ کرسی
حزب کنفرانس: ۳ کرسی
حزب سوسیال دموکرات مصر: ۳ کرسی
حزب اصلاح و توسعه: ۳ کرسی
حزب مصر مدرن: ۲ کرسی
حزب عدالت: ۱ کرسی
حزب آزادی مصر: ۱ کرسی

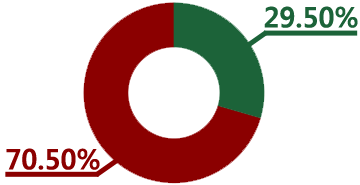
درصد آرا در مرحله دوم انتخابات مجلس نمایندگان مصر (اتاق اول پارلمان) برای سال بیست و دو
درصد کسانی که برای رأی دادن شرکت کرده اند: ۲۹٫۵۰٪ = ۹٬۲۸۹٬۱۶۶ رای دهنده
درصد کسانی که رأی ندادند: ۷۰٫۵۰٪ = ۲۲٬۱۴۸٬۹۶۱ رای دهنده
- تعداد کل رأی دهندگان ثبت نام شده در استان های مرحله دوم = ۳۱٬۴۳۸٬۱۲۷ رای دهنده

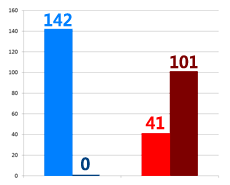
نمودار نشان دادن نتیجه مرحله اول مجلس نمایندگان مصر (اولین اتاق پارلمان) برای سال بیست و دو
تعداد صندلی های برنده شده در سیستم منوی مرحله دوم: ۱۴۲ کرسی
تعداد کرسی هایی که در مرحله دوم در سیستم منوی مجدداً مورد رقابت قرار می گیرند: صفر
تعداد صندلی های برنده در سیستم فردی در مرحله دوم: ۴۱ کرسی
تعداد کرسی هایی که در مرحله دوم در سیستم فردی مجدداً مورد رقابت قرار می گیرند: ۱۰۱ کرسی

به گفته رئیس پارلمان مصر، علی عبدالعال، برگزاری انتخابات پارلمانی مجلس نمایندگان و سنا در مصر به تاریخ نوامبر ۲۰۲۰ برنامه‌ریزی صورت گرفته‌است. در ابتدا پیش‌بینی می‌شد که انتخابات در آوریل یا مه ۲۰۲۰ برگزار شود. عبدالفتاح السیسی رئیس‌جمهور مصر به مجلس دستور داد که فعالیت‌هایش را در ۱ اکتبر ۲۰۱۹ متوقف نماید.